# S-DMB
S-DMB per Satellite Digital Multimedia Broadcasting és una de les modalitats del sistema de radiodifusió multimèdia digital (DMB), en aquest cas particular les dades són transmeses a través de satel·lits i també repetidors terrestres, treballant en la banda IMT 2000 (International Mobile Telephony 2000). Atès que està enfocat a sistemes mòbils ha de ser capaç d'adaptar-s'hi, fet que obliga a la compatibilitat amb les xarxes 2G i 3G. Per això, no és un sistema amb continguts públics, de lliure accés, sinó que està muntat sobre un sistema comercial i que per tant no és gratuït, atès que les xarxes on treballa també són comercials.

## Sistema Europeu
Es basa en la utilització de les xarxes mòbils UMTS 3G terrestres unicast per a la implementació d'una capa multicast. Per altra banda, té un suport terrestre que permet la interacció amb el servidor, tal com ho pot arribar a permetre la TDT amb software com el MHP. Amb això, uns satèl·lits de gran potència estan encarregats de transmetre'n les dades enfocant diversos feixos sobre Europa, usualment distribuïts per territoris lingüístics (figura 1).

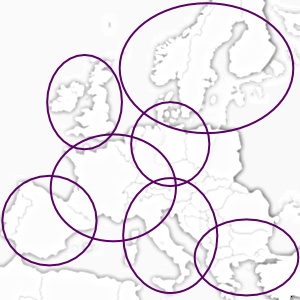
Figura 1. Cobertura del S-DMB

La figura 2 representa l'esquema bàsic del S-DMB, que s'explicarà al llarg dels següents apartats:

### Projectes encarregats de desenvolupar el sistema

#### S-DMB Radio Phase A
Les aportacions d'aquest sistema es complementa amb el sistema MAESTRO, explicat a continuació.
Aquesta es compon de tres aportacions:
1. Realització d'una eina per a calcular el rendiment de la capa física. Alhora, també pretén realitzar pressupostos dels enllaços tenint en compte diferents configuracions possibles.

1. Millora de l'eina anterior plantejant els mateixos problemes però per entorns tancats (indoor).
2. Investigació de l'apartat del satèl·lit, bàsicament per a l'arquitectura preliminar i per a l'anàlisi de rendiment.

#### Projecte MAESTRO
El projecte Mobile Applications & sErvices based on Satellite & Terrestrial inteRwOrking realitza l'estudi de les implementacions tècniques per a poder interconnectar xarxes per satèl·lit amb les 3G i superiors.

### Característiques generals
El sistema S-DMB d'Europa està dissenyat per a cobrir-la amb feixos organitzats per zones lingüístiques, tal com s'ha vist a la figura 1.
En la majoria de casos, la infraestructura permet una disponibilitat mitjana del 95% a l'aire lliure i per a cadascuna de les cel·les. Per altra banda, quant a la penetració en edificis, s'utilitzen les següents tècniques:
- Satèl·lits de gran potència amb antenes llargues i desplegables.
- Capa de transport basada en FEC i Dispersió
- Suport terrestre en zones de gran densitat demogràfica.

Tal com mostra la figura 1, el centre de servei (BM-SC) cal que estigui relacionat amb cadascuna de les xarxes interconnectades. La xarxa 2G/3G permet l'intercanvi de seguretat, tarifació i rentransmissió punt a punt.
El HUB s'encarrega de rebre les dades del MBMS i realitza les emissions en WCDMA, modulant en dues bandes de freqüència FSS (Fixed Satellite System), Ku i Ka, permetent així un camí directe (hub→satèl·lit→mòbil) i un camí indirecte (hub-satèl·lit-repetidor-mòbil).

### Característiques tècniques

#### Adaptació de MBMS a S-DMB
Amb l'objectiu de millorar l'entrega de serveis MBMS dels sistemes 3G S-DMB utilitza una capa de difusió mitjançant satèl·lits. Per tant, cal que el S-DMB sigui comptible amb MBMS. A continuació els impactes que ha tingut sobre el sistema MBMS:

##### Impacte sobre l'arquitectura
- Equip de l'usuari (User Equipment): Ha de ser un terminal dual per GSM/UTMS, de banda de freqüència estesa, i capaç de suportar el mode d'espera (poder mantenir connexió GSM/UTMS mentre hi ha comunicació S-DMB).

Atès que es recomana fer servir el canal de pujada del satèl·lit cal agafar la xarxa 3G per transmetre informació, amb la qual cosa els operadors terrestres i satèl·lits hauran de coordinar-se. Alhora, es modifica el procés d'adjuntament de dades per tal de rebre la informació del canal de transferència directament, sense comunicar-se amb el satèl·lit.
Finalment, es fa una modificació del rake receiver per assegurar la qualitat de recepció.
- IMR (Intermediate Module Repeater): Servei per reamplificar senyals en zones urbanes i suburbanes. Hi ha diferents tipus:
  - Repetidor conversor de freqüència: Rep el senyal en la banda HDFSS (High Density Fixed Satellite Systems), l'amplifica i ho retransmet en la banda MSS (Mobile Satellite Service).
  - Repetidor en canal: Rep informació del satèl·lit en la banda MSS, l'amplifica i la retransmet en els mateixos marges de freqüència. Està limitat en cobertura.
  - Repetidor de nodes B: Realitza la mateixa conversió de freqüència que abans però ho fa damunt nodes B estandarditzats en 3GPP. El IMR caldrà que es controli per RNC (Radio Network Controller).
- Segment espacial:

Basat en satèl·lits GEO transparents i de gran potència, de grans reflectors desplegables. Amb una PIRE de 60 a 72 dBW.
Per l'enllaç directe, de satèl·lit a usuari, es converteix la portadora WCDMA a la banda FSS que ve del hub i es retransmet amplificada en la banda MSS.
Per l'enllaç indirecte, de satèl·lit a IMR o usuari, la retransmissió es duu a terme en la banda MSS o HDFSS.
- HUB: És l'encarregat de repartir la informació de la BM-SC. Es compon de tres parts:
  - Node B, que manega la modulació.
  - La RNC, que configura i entrega les dades al node B.
  - I un radiotransmisor, encarregat de la transmissió del senyal de ràdio al satèl·lit.
- BM-SC (Broadcast Multicast Service Center): El primer canvi és poder-lo adaptar a broadcast en lloc d'utilitzar multicast. Però el canvi més important es fa en la localització, segons el projecte MAESTRO, tenim dues opcions:
  - Model centralitzat MNO (Mobile Network Operator). El BM-SC es troba a dins de la xarxa MNO, i s'encarrega de proporcionar l'accés.
  - Model agregat. El BM-SC és extern i pot treballar amb diferents xarxes per tal de donar l'accés.

##### Impacte sobre els protocols
- Capa d'accés: Per tal que S-DMB sigui el màxim possible amb el T-UMTS s'utilitza WCDMA. I atès que S-DMB és unidireccional s'utilitza tan sols la interfase de descàrrega del WCDMA, prescindint així de diverses funcionalitats de WCDMA. Es pot apreciar aquest fet en la figura 3.

Figura 3. Funcionalitats de WCDMA per a S-DMB

- Capa física: L'equip d'usuari utilitza, a més de selective combining, soft combining en els canals físics (S-CCPCH) que transporten els serveis MBMS. Fet que aporta una major confiabilitat.

#### Capa de transport

##### Requisits dels serveis
Ha de ser capaç suportar els següents serveis:
- Streaming: L'equip d'usuari ha de ser capaç d'unir-s'hi en qualsevol moment.
- Hot download: Serveis que poden ser accedits offline. El contingut és petit i menys tolerant a pèrdues que en streaming.
- Cold download: Serveis estàtics, sense restricció de temps, que no cambien, com el software de l'equip d'usuari.

##### Restriccions de la capa
Atès que el S-DMB és un sistema híbrid es fa la hipòtesi que l'equip d'usuari tan sols pot rebre una cadena alhora, GSM/UTMS o S-DMB. Amb això es determinen els següents problemes:
- Pèrdua de dades deguda a telefonades terrestres: Deguda a trucades o SMS (Short Message Services).
- Pèrdua de dades deguda a senyals crítics de la xarxa terrestre: Deguda a senyals de manteniment, i als temps de computació que poden provocar aquests, que depenen de la DRx (Discontinuous Reception) i el moviment de l'usuari.
- Pèrdues per propagació: Degudes a bloqueig de la línia de visió del satèl·lit, interferències, meteorologia adversa, etc. Roden l'ordre mícrosegons/nanosegons, que poden agreujar-se pel moviment de l'usuari (1 segon, sota d'un pont, 1 minut, sota un túnel).

##### Mecanismes per aconseguir confiabilitat
- FEC (Forward Error Correction): S'estableixen blocs de codificació petits, concretament, no superiors 2 segons, atès que la tassa de transmissió és relativament baixa.
- Dispersió (Interleaving): Caldrà tenir en compte la profunditat del dispersor per tal que el període d'entrellaçar sigui menor a 2 segons.
- Carrusel de dades: Tan sols s'utilitza en cold download, a causa de les restriccions dels retards en S-DMB.
- Retransmissions: Tècnica utilitzada només en cold download després del carrusel de dades. Té dues variants:
  - Per satèl·lit: Amb el retorn de la xarxa mòbil terrestre s'obtenen els paquets perduts i es retransmeten.
  - Terrestre: Els paquets perduts es retransmeten per la xarxa mòbil terrestre. S'activa excepcionalment un cop ha acabat la fase anterior.

#### Planificació de la cobertura
Fins al moment, el que s'ha vist és que el S-DMB utilitza una arquitectura híbrida entre terrestres (repetidors IMR) i satèl·lits, que utilitza WCDMA, i que s'interrelaciona amb la xarxa UMTS.

##### Model de propagació terrestre i satèl·lit
Les característiques principals per determinar un model útil són els multitrajectes, determinar per: reflexió en parets, difracció en cantons, zones d'ombra, i el guiat d'ones en street canyons. Les eines de planificació, RNPT (Radio Network Planning Tool), tenen en compte la següent informació:
- Entorns de propagació
  - Ambient rural: Es tenen en compte els obstacles, i també la morfologia del terreny (urbà, suburbà, bosc, aigua, camp, etc.).
  - Ambient urbà/suburbà: S'utilitzen bases de dades amb l'orientació dels edificis, modelats com cilindres amb base poligonal, i també les característiques dels materials.
  - Ambient indoor: Basat en bases de dades de models 3D dels edificis.
- Models de propagació
  - Determinístic (Raigs òptics): Basat en l'optica geomètrica. S'utilitza per als raigs entre emissor i receptor, però té un alt cost computacional.
  - Empíric: Models basats en les mesures realitzades en un lloc. Pretén estimar les prestacions dels sistemes.

##### Simulador del sistema S-DMB
Es tenen en compte els retards i atenuacions inclosos en els models anteriors. També es modela el rake receiver per avaluar la cobertura. I tot se simula tenint en compte els paràmetres del segment satèl·lit, IMR i l'equip d'usuari.
- Aproximació: Es calcula la potència de soroll rebuda a partir de la densitat de soroll tèrmic, el soroll en el terminal de l'usuari i l'amplada de banda del sistema. Com també les possibles interferències entre feixos. I després, els camins del satèl·lit i el IMR són ordenats amb retard creixent.
- Receptor de rastell (Rake Receiver): L'inici de la finestra del receptor està determinat per un llindar, i la duració defineix el temps final. Cadascuna de les contribucions s'assigna a un dit del receptor (si el retard cau en una finestra) o bé a una potència interferent (si cau defora). I si en un mateix dit hi ha més d'una contribució es fa superposició coherent o suma de potències. S'escullen N millors dits, a partir de la relació C/I (potència portadora/interferent). I es calculen les diferents sortides per cada canal de dades. Aquests resultats són específics per cada canal:
  - {\displaystyle Eb/Nt=C/I+G}, on G és el guany del processament de dades.
  - Per calcular la potència de senyal rebuda, CRx, es fa una superposició coherent dels N millors dits: {\displaystyle CRx_{total}=20\log(P_{1}^{1/N}+P_{2}^{1/N}+\cdots +P_{n}^{1/N})}
  - I la potència interferent és la suma de totes les potències rebudes: {\displaystyle I_{total}=10\log(P_{1}+P_{2}+\cdots +P_{n}+P_{Intersystem}+P_{Interbeam}+P_{N})}

Figura 4. Exemple de les contribucions de potència en el receptor de rastell

A la figura 4 es pot veure l'exemple dels càlculs esmentats.
Finalment, pel càlcul de la cobertura es té en compte el marge de fading ràpid, on, si {\displaystyle Eb/Nt} és major que {\displaystyle Eb/Nt} objectiu més el marge, la localització és correcte.

#### Capa física
Els estudis realitzats diuen que el sistema és altament resistent a distorsions no lineals, fading i l'eixamplament de Doppler. Per tant, el que requereix el S-DMB és:
- Segment espacial eficient en potència i operant en banda saturada.
- Requereix una amplada de banda mínima de 5 MHz.
- Permet accés mòbil i fix.

Degut al WCDMA el sistema està limitat en eficiència en amplada de banda, per això les taxes són baixes (2x384 kbps), provocant que sigui molt susceptible a interferències. Per això calen sistemes per contrarestar-ho:
- Amb un equip d'usuari avançat, que utilitza mitigació d'interferències, s'arriba als 3x384 kbps.
- Amb un HPA (High Power Amplifier) s'arriba als 4x384 kbps.

Referent al receptor de rastell, gràcies a les simulacions, el defineixen amb 6 dits de 40 ús de finestra per obtenir un rendiment acceptable.
Valors de {\displaystyle Eb/N_{0}} per aconseguir un BLER (BLock Error Rate) de l'1%:
- Peatons, 10-13 dB, i augmenta amb 6-16 dB en recepció per satèl·lit.
- A gran velocitat, es guanyen uns 3-6 dB per a un TTI (Transmission Time Interval) de 10 ms, i 5-9 dB per un de 40 ms.

Per acabar s'estableix que la degradació màxima acceptada del {\displaystyle Eb/N_{0}} és al C/I igual a -30 dB.